# Kirsti Lay
Kirsti Lay (Medicine Hat, 7 d'abril de 1988) és una ciclista canadenca especialista en la pista. Ha guanyat dues medalles als Campionats del Món en pista, una als Jocs Panamericans, i un bronze als Jocs Olímpics de Rio.

## Palmarès en pista
- 2015
  - Medalla d'or als Jocs Panamericans en Persecució per equips (amb Jasmin Glaesser, Laura Brown i Allison Beveridge)
- 2016
  -  Medalla de bronze als Jocs Olímpics de Rio de Janeiro en Persecució per equips (amb Jasmin Glaesser, Allison Beveridge, Georgia Simmerling i Laura Brown)

### Resultats a laCopa del Món en pista
- 2015-2016
  - 1a a Cali, en Persecució per equips

## Palmarès en ruta
- 2017
  - Vencedora d'una etapa a la Cascade Cycling Classic